# José María Marco
José María Marco Tobarra (Madri, 14 de outubro de 1955) é um intelectual, professor e colunista espanhol. Destaca-se no campo da biografia, do ensaio e do artigo jornalístico.

## Biografia
José María Marco nasceu em Madrid em 14 de outubro de 1955. Estudou o Ensino Secundário francês e espanhol no Liceu Francês de Madrid. Realizou estudos universitários de Filosofia na Universidade Paris X Nanterre e Paris VIII Vincennes, onde seguiu os cursos de Gilles Deleuze e Jean-François Lyotard, entre outros. Licenciou-se em Filologia Espanhola na Universidade Complutense de Madrid (UCM). É doutorado em Literatura Espanhola pela UCM.
Foi professor agregado do Ensino Secundário entre 1982 e 1986 em várias Escolas de Ensino Secundário de Madrid. Em 1996 entrou na Universidade Pontifícia Comillas de Madrid (UPCO / ICADE). Na UPCO contribuiu para implementar a Licenciatura de Tradução e Interpretação e mais tarde, fez parte da equipa que criou o primeiro Grau universitário de Relações Internacionais que foi ministrado em Espanha. Também participou na criação do Grau de Comunicação Internacional (Bachelor in Global Communication). Na UPCO deu várias cadeiras, entre elas, “História das ideias políticas”, “Religião e poder político nas Relações Internacionais”, “Introdução à política exterior de Espanha”, “Introduction to the Spanish Political System”, “Comparative Cultural Studies” e “International Issues from a Spanish Perspective”. “Teoria e prática da tradução”, “Tradução literária”, “Língua e Literatura espanhola”. Em 2004-2005 foi investigador no Departamento de Espanhol e Português da Universidade de Georgetown.

## Pensamento
O estudo da história política e intelectual espanhola em redor da crise de 1898, até à Segunda República, levou José María Marco a elaborar uma posição crítica acerca do nacionalismo, nomeadamente o nacionalismo espanhol. Na sua opinião, o nacionalismo não é uma exageração perigosa do patriotismo. É uma ideologia, aparecida no final do século XIX, que aspira destruir a nação liberal e construir outra baseada na raça, na língua ou na cultura. Esta nova nação é forçosamente excludente. O nacionalismo, segundo Marco, é uma das “religiões políticas”, características do século XX, que mais destruição provocou. Marco propõe “dotar de conteúdo cívico e moral ao corpus de doutrina liberal”.
O nacionalismo, segundo Marco, opõe-se ao patriotismo, muito embora possa utilizá-lo. O patriotismo é uma virtude cívica baseada no amor ao nosso país, que nos leva a gostar dele tal como é –e não como gostaríamos que fosse. Aspira preservar e melhorar, se for caso disso, o seu país. E está na base das democracias liberais e pluralistas nas que vivemos. É o tema sobre o qual Marco escreveu a sua Historia patriótica de España (“História patriótica de Espanha”) (2011), um livro que propôs uma visão integradora de um país plural, aberto e europeu.

## Vida profissional
Colunista da Razão.
Colabora também em diversos meios, como Libertad Digital e La Ilustración Liberal (da que é fundador), El Medio, Cuadernos de Pensamiento Político. Também colabora em esRadio (La Tarde de Dieter). Dirige e apresenta (com Nuria Richart) o programa de entrevistas Libros con Marco. Colabora para além disso em Ópera Actual, The Objective e Nueva Revista.
Colaborou em La Mañana (COPE), Telemadrid, Diario 16, ABC, La Gaceta de los Negocios, El Mundo, El País, ICADE, Miscelánea Comillas, Anthropos, Álbum de las Artes y las Letras, Quimera, Revista de Occidente, Tech Central Station, El Noticiero de las Ideas, Revista de Libros.
Comissário da Exposição Manuel Azaña, Ministério da Cultura, Palácio de Velázquez, Parque do Retiro, Madrid, 1989-1990 (apresentada também em La Coruña e em Valência). Comissário da exposição La Monarquía en las colecciones del Senado (“A Monarquia nas coleções do Senado”), Senado, Madrid, 2000.
Foi secretário de redação das revistas Dezine (1979-1981) e La Ilustración Liberal (1999-2000). Foi membro do Conselho de Direção de ABC e do Conselho Editorial de La Gaceta de los Negocios. Sócio fundador de Libertad Digital. Foi membro do Conselho Assessor da FAES (Fundação para a Análise e os Estudos Sociais), da qual foi patrono até 2018. É membro da Assembleia Diretiva da Fundação Internacional para a Liberdade (FIL). Foi membro do Conselho de Redação de La Ilustración Liberal e da Revista Hispano-Cubana. Foi membro do Conselho Assessor do Instituto Cánovas del Castillo.
Redigiu para a Consejería de Saúde da Comunidade Autónoma de Madri o argumentario para a implantação da liberdade de eleição de médico (2010). Colaborou com o Ministério de Emprego e Segurança Social na redacção de uma análise da reforma trabalhista (Uma nação reforçada. A recuperação e a nova cultura do trabalho, 2016).
Deu cursos e conferências na Universidade Francisco Marroquín (Guatemala) / Liberty Fund, University of Wyoming, Universidade Complutense de Madrid, Universidade Internacional Menéndez Pelayo, Universidade Internacional da Andaluzia e Universidade de Barcelona.
Foi sócio fundador de Linguasur (Escola de línguas) (1990-1993). É sócio fundador de SIRK Translations, agência de traduções (1993) e de Libertad Digital.

## Vida pessoal e política
José María Marco é católico. Afiliado ao PSOE e à UGT entre 1983 e 1989. Apresentou-se como candidato a Senador por Madrid na candidatura de VOX (eleições de 28 de abril de 2019) e obteve 610.601 votos.Apresentou-se às eleições à Assembleia da Comunidade de Madrid na candidatura de VOX (26 de maio de 2019), obteve 287.667 votos e renunciou à sua ata.  Desde então não está relacionado com nenhuma organização nem partido político.

## Obra
- José María Marco (1988). Inteligencia republicana: Manuel Azaña 1897–1930 [“A inteligência republicana. Manuel Azaña (1898-1930)”]. Madrid: Biblioteca Nueva.[8] Este livro estuda o republicanismo de Azaña. Faz parte do trabalho que Marco realizou sobre esta figura histórica. É complementado por outro livro, La creación de sí mismo (“A criação de si próprio”), (Biblioteca Nueva, 1990), que investiga a forma em que Azaña cria a sua própria personagem através da sua obra literária e política. A tese de doutoramento de Marco [Creación literaria y literatura autobiográfica en Manuel Azaña (“Criação literária e literatura autobiográfica em Manuel Azaña”)] aprofunda este aspeto da obra de Azaña a partir da perspetiva dos seus textos literários e autobiográficos. Com José Luis Gómez, Marco escreveu Azaña. Una pasión española (“Azaña. Uma paixão espanhola”), obra estreada pelo próprio José Luis Gómez em 1990 no Teatro María Guerrero (Centro Dramático Nacional). Também organizou várias exposições sobre Azaña em 1990.

- José María Marco (1990). Azaña. Una biografía (“Azaña. Uma biografia”). Madrid: Mondadori. O estudo da biografia política do Presidente da Segunda República levou Marco a elaborar uma perspetiva crítica sobre o personagem, transformado no símbolo de um regime que continua a dividir os espanhóis: democrático para uns; antiliberal e sectário para outros.

- José María Marco (1991). Viaje de California (Pre-Textos, 1991) (“Viagem da Califórnia”). Valencia: [s.n.]. Com este breve diário inicia-se uma reflexão sobre a homossexualidade que continuará ao longo da obra de Marco.

- José María Marco (1997). La libertad traicionada. (“A liberdade traída”). Barcelona: Planeta La revisión crítica de Manuel Azaña llevó a José María Marco a otro trabajo crítico, centrado en la Generación del 98 (Joaquín Costa, Ángel Ganivet, Enric Prat de la Riba, Miguel de Unamuno, Ramiro de Maeztu) y en la Generación del 14 (Azaña y José Ortega y Gasset). La libertad traicionada abrió una nueva línea de investigación y de comprensión de la historia intelectual española.[9] Os protagonistas intelectuais do “Desastre” de 98 estão entre os grandes escritores da literatura europeia. Mas no estudo de Marco deixavam de ser os modernizadores da Espanha contemporânea para ser corresponsáveis pelo desmoronamento da Monarquia constitucional e do fracasso da democratização do sistema liberal. Assim se chegou à ditadura regeneracionista do general Miguel Primo de Rivera, a uma República instável, à Guerra Civil e à ditadura de Francisco Franco.

- José María Marco (2007). Francisco Giner de los Ríos. Poder, estética y pedagogía’’ (“Francisco Giner de los Ríos. Poder, estética e pedagogia“). Madrid: Editorial Ciudadela. O trabalho de revisão histórica de José María Marco continuou com a biografia de Francisco Giner de los Ríos, que voltou a mudar a avaliação de um dos grandes ícones do progressismo espanhol.[10][11][12] Herdeiro do legado krausista, ideólogo da Revolução de 1868 e do Reinado de Amadeo de Sabóia, fundador da Instituição Livre de Ensino, Giner de los Ríos foi uma das personagens mais influentes da história política e intelectual espanhola. A biografia de Marco, a única que existe até ao momento, desmonta o mito de quem chegou a ser considerado o “primeiro espanhol moderno”«Giner, el maestro de la España moderna»</ref>  e analisa a sua obra e o seu legado, inspiradores diretos, segundo Marco, do radicalismo da Segunda República.

- José María Marco (2007). La nueva revolución americana (“A nova revolução americana”). Madrid: Editorial Ciudadela Uma estadia como investigador na Georgetown University (Washington D.C.), entre 2004 e 2005, tornou possível este estudo do movimento conservador norte-americano. La nueva revolución americana cobre o período que vai desde a rotura do consenso do pós-guerra, nos anos 1960, até aos primeiros anos do século XXI.

- José María Marco (2011). Una historia patriótica de España (“História patriótica de Espanha“). [S.l.]: Planeta[13] Com este livro, Marco oferece uma história de Espanha baseada na definição de patriotismo como a virtude cívica baseada no amor pelo nosso país. O livro arranca com as origens de Espanha e as lendas que a rodearam na antiguidade e chega aos princípios do século XXI. Oferece o leitmotiv que permite entender a história de um país extraordinário.[14][15]

- José María Marco (2013). Maura. La política pura (“Antonio Maura. A política pura”). Madrid: Gota a Gota.[16] Esta biografia de Maura oferece o contraponto à visão crítica dos intelectuais de finais do século. Para Marco, Maura quis converter o Partido Conservador num partido moderno, de massas, com o qual tentou democratizar o liberalismo espanhol. O projeto ficou inutilizado depois de Maura ter sido afastado do poder após a Semana Trágica de 1909. Foi, segundo Marco, uma oportunidade perdida para realizar a transição pacífica do liberalismo para a democracia.

- José María Marco (2015). Sueño y destrucción de España. Los nacionalistas españoles (1898–2015) [“Sonho e destruição de Espanha. Os nacionalistas espanhóis (1898-2015)”]. [S.l.]: Planeta[17] A linha de investigação sobre a história intelectual espanhola culmina com Sueño y destrucción de España, um estudo sobre o nacionalismo espanhol no século XX (até 2015). O livro estuda as raízes nacionalistas do regeneracionismo e da crítica de 1898 e pós-1898.[18] Aí, nessa vontade nacionalista de destruir a nação liberal, está a origem das dificuldades da democracia liberal de 1978 para alcançar grandes pactos sobre a nação. Relacionados com esta incapacidade estão o terrorismo nacionalista da ETA e o conflito na Catalunha que levou ao referendo de 2017. O livro tenta explicar porquê os espanhóis, em particular as elites, tiveram e continuam a ter uma opinião tão negativa do seu país.

- José María Marco (2019). Diez Razones para amar a España (“Dez razões para amar a Espanha”). Madrid: Arzalia Com este livro, Marco esforça-se por oferecer ao leitor dez argumentos em defesa do seu país. Estão centrados na sociedade [com um capítulo intitulado “Nosotros” (“Nós”)], na música, na literatura, na língua, na Coroa, na religião, na América, na paisagem, na paisagem e na pintura.

- José María Marco (2019). El verdadero amante. Lope de Vega y el amor (“O verdadeiro amante. Lope de Vega e o amor”). Madrid: Ediciones Insólitas Depois de vinte anos dedicados à história intelectual e política, José María Marco decidiu regressar aos estudos literários e escreveu El verdadero amante, um estudo dedicado ao tema do amor na obra de Lope de Vega.[19] El verdadero amante não conta de novo a vida amorosa do poeta e dramaturgo. Tenta esclarecer o significado do amor na sua obra e a sua conceção do mundo, e a função que o amor ocupa na sua genial criação literária.

- José María Marco y Jorge Martín Frías(Ed.) (2020). La hora de España. Una afirmación liberal conservadora (“A hora de Espanha. Uma afirmação liberal conservadora”). Barcelona: Deusto. Em 2020, José María Marco editou, juntamente com Jorge Martín Frías, uma compilação de ensaios intitulada La hora de España. Una afirmación liberal conservadora. Quase vinte autores oferecem diversas perspetivas não partidárias –na cultura, na política, na economia e na Europa- para repensar um centro direita dividido e em crise.